# Антоній Жабко-Потопович
Антоній Жабко-Потопович (9 червня 1895 року в Очеса-Рудня, Чернігівська губернія, Російська імперія — 26 квітня 1980 року, Варшава) — економіст зі спеціалізацією у сільському господарстві, історик економіки, професор Варшавського сільськогосподарського університету (Szkoła Główna Gospodarstwa Wiejskiego w Warszawie) член Варшавського наукового товариства (Towarzystwo Naukowe Warszawskie). Співзасновник відновленого в 1945 році Польського економічного товариства (Polskie Towarzystwo Ekonomiczne).